# Lello Musella
Raffaele Musella, detto Lello (Napoli, 6 febbraio 1974), è un attore, cabarettista e cantautore italiano.

## Biografia
Nel 1993 partecipa ad una gara di cantautori emergenti chiamata “Musitalia 93” arrivando in finale.
Nel 1996 partecipa come sua prima esperienza televisiva nazionale al programma di Serena Dandini “Pippo Kennedy Show” su Rai Due.
Sempre nello stesso anno vince il “Premio Charlot” come cabarettista a Bellizzi (Salerno) condotto da Nino Frassica e in onda su Rai 1 in prima serata.
Nel 1997 vince un altro premio: la “Zanzara D'Oro'” con il gruppo “Teandrìa” premiati da Alberto Sordi in prima serata su Rai Uno.
Ancora in quell'anno viene scelto dal regista Antonio Capuano per interpretare una parte da protagonista nel film “Polvere di Napoli”. (Episodio “Le Nozze”).
Dal 1998 al 2008 ha partecipato a programmi televisivi nazionali e regionali come cabarettista; tra i quali: 1998 Come si ride all'ombra del Vesuvio, 1999 Premio Troisi, 2000 Rido, 2003 Bravo Grazie, 2006 Caffè teatro cabaret, 2007 Tribbù, dal 2008 al 2010 Made in Sud.
Inoltre ha partecipato come autore e attore comico in programmi regionali di sua realizzazione, i quali: dal 1999 al 2001 Funiculì Funiculà, Tele Garibaldi e Ciakkati con l'emittente Teleoggi.
Dal 2003 al 2009 ha partecipato ad una serie di programmi televisivi regionali, teatrali, e radiofonici i quali Radio Marte, Radio CRC.2004/2005 co-conduttore del programma ETIRITITTìTTì  con Lisa Fusco. in onda su canale Sky
Dal 2006 al 2010 partecipa come attore comico a diversi film: 2006 coprotagonista nel film  “Ti lascio perché ti amo troppo” e “La seconda volta non si scorda mai” di Alessandro Siani e Francesco Albanese, regia di Francesco Ranieri Martinotti.
Nel 2008 prende parte con un ruolo comico al film “Io non c'entro” di Alfonso Ciccarelli e Nello Iorio, regia Alfonso Ciccarelli. Ancora nel 2008 è protagonista con Alfredo Libassi e Salvatore Termini, quelli di Mery per sempre, nel film I picciuli e ad aprile 2010 è protagonista con Mimmo Dany nel film “Un Neomelodico Presidente” regia di Alfonso Ciccarelli.
Altre partecipazioni: 2003; 2006; 2008; ha partecipato alla serie televisiva “La squadra" e "La nuova Squadra"; partecipa allo spettacolo “Più di prima” di Alessandro Siani e Francesco Albanese nei teatri nazionali e campani e si esibisce con un suo repertorio di cabaret nei club della Campania e oltre.

## Filmografia

### Attore

#### Cinema
- Polvere di Napoli, regia di Antonio Capuano (1997)
- Ti lascio perché ti amo troppo, regia di Francesco Ranieri Martinotti (2006)
- La seconda volta non si scorda mai, regia di Francesco Ranieri Martinotti (2007)
- Io non c'entro (2008)
- I picciuli, regia di Enzo Cittadino e Annarita Cocca (2009)
- Un neomelodico presidente, regia di  Alfonso Ciccarelli (2010)
- Il principe abusivo, regia di Alessandro Siani (2013)
- Si accettano miracoli, regia di Alessandro Siani (2015)

#### Televisione
- TeleGaribaldi
- Ciakkati
- Made in Sud

#### Serie TV
- La squadra - serie TV, (2006)
- La nuova squadra - serie TV, (2008)

## Programmi radiofonici
- Radio Marte
- Radio CRC